# 伯都古城址
伯都古城址，位于中国吉林省松原市宁江区伯都乡东南约200米，为一个省级文物保护单位，类型为古遗址，公布时间为1987年10月20日。该文物保护单位由宁江区文管所管理。
伯都古城址的历史年代为辽金。